# Szmul Zygielbojm
Szmul Zygielbojm, jiddisch: שמואל זיגלבוים, född den 21 februari 1895 i Borowica, död den 12 maj 1943 i London, var en polsk-judisk politiker och medlem av det socialistiska Der Bunds centralkommitté. Under andra världskriget var han Der Bunds representant hos den polska exilregeringen.
Warszawas getto inrättades i slutet av år 1940 och förhållandena för dess invånare blev successivt allt sämre. Sommaren 1942 deporterades omkring 250 000 gettoinvånare till förintelselägret Treblinka. Som representant hos den polska exilregeringen i London försökte Zygielbojm upprepade gånger att uppmärksamma Storbritanniens och USA:s regeringar på de polska judarnas prekära situation. Den 19 april 1943 utbröt upproret i Warszawas getto och Zygielbojm vädjade för de kvarvarande gettoinvånarnas räkning. I början av maj 1943 mottog Zygielbojm bud om att hans hustru och son hade dödats i upproret. Den 12 maj begick Zygielbojm självmord i protest mot de allierades likgiltighet och passivitet inför nazisternas folkmord på judarna. Han efterlämnade ett brev, i vilket han bland annat skrev:
| ” | Jag kan inte leva när återstoden av det judiska folket i Polen, som jag representerar, hela tiden utplånas. Mina kamrater i Warszawas ghetto föll med vapen i händerna, i den sista hjältemodiga striden. Jag var inte lycklig nog att dö som de och tillsammans med dem. Men jag tillhör dem och deras massgravar. Genom min död vill jag ge uttryck åt min kraftfulla protest mot den apati med vilken världen betraktar och finner sig i slakten av det judiska folket. | „ |